# Betekenisdrager
Betekenisdrager is begrip dat betrekking kan hebben op elke mogelijke vorm van communicatie, tussen mensen onderling, tussen mensen en dieren of tussen mensen en andere systemen of apparaten zoals computers. 
In de gebarentaal wordt met de betekenisdrager een bepaalde beweging met de hand bedoeld waarmee iets tot uitdrukking wordt gebracht.
In zowel de geschreven  als de gesproken taal zijn de betekenisdragers talige elementen, dat wil zeggen zowel afzonderlijke woorden als fraseologische eenheden en op het hoogste niveau hele zinnen. Deze elementen verwijzen naar een concept in de werkelijkheid, ook wel de referent geheten.
In andere door de mens ontworpen communicatiesystemen, zoals de wiskunde en het morse-alfabet, zijn de betekenisdragers symbolen. In het dagelijks leven is dit ook heel vaak het geval, bijvoorbeeld op verkeersborden. 